# Deborah Fouts
Deborah H. Fouts is een Amerikaans psychologe die samen met haar man Roger Fouts aan het hoofd staat van het Chimpanzee and Human Communication Institute, van de Central Washington Universiteit in Ellensburg.

## Achtergrond
Fouts en haar man zijn sinds 1967 betrokken bij Project Washoe, wat in 1992 leidde tot het oprichten van het Chimpanzee and Human Communication Institute, waarin ze samen met studenten van de universiteit chimpansees taal proberen bij te brengen en verslag doen van hun bevindingen daarbij.

## Academisch
Fouts haalde in 1966 haar BA onderwijskunde aan het California State College. In 1984 volgde een MS in experimentele psychologie aan de Central Washington University.